# Cuthbert Victor
 Cuthbert Victor  (* 30. Januar 1983 auf der Insel Saint Croix) ist ein Basketballspieler von den Amerikanischen Jungferninseln. Zurzeit spielt er bei Krasny Oktjabr Wolgograd in Russland auf der Position des Forwards.

## Karriere

### College
Victor spielte von 1998 bis 2004 für die Murray State Racers von der Murray State University. Er führte seine Mannschaft 2002 und 2004 in die Play-offs der Amerikanischen Hochschulmeisterschaft. Nach der Saison 2004 wurde er zum Player of the Year in der Ohio Valley Conference gewählt.

### Profi
Nachdem Victor bei der NBA-Draft 2004 nicht ausgewählt worden war, wechselte er nach Europa und spielte die ersten Jahre bei verschiedenen spanischen Vereinen in der LEB. Mit Menorca Bàsquet gelang ihm 2010 der Aufstieg in die Liga ACB. Er spielte noch ein Jahr der ersten spanischen Liga und wechselte dann nach Russland zu Spartak Primorje. Nach dem Ende der PBL 2012 wechselte Victor zu Le Mans  und spielte in der französischen Meisterschaft und im Eurocup. Nach einem Jahr in Frankreich wechselte Victor für die Saison 2012/13 zurück nach Russland zum Neuling der VTB United League Krasny Oktjabr. 

### Nationalmannschaft
Seit seinem Debüt bei Zentralamerikanischen Meisterschaften 2003 spielt für die Basketballnationalmannschaft der Amerikanischen Jungferninseln. Ebenso 2003 spielte er die Qualifikation für die Olympischen Spiele, konnte sich jedoch mit seiner Mannschaft nicht dafür qualifizieren. Durch den zweiten Platz bei Centrobasket 2006 qualifizierten sich die Amerikanischen Jungferninseln für die Basketball-Amerikameisterschaft 2007, an der auch Victor teilgenommen hat. Diesen Erfolg konnte er mit seiner Mannschaft 2008 wiederholen und war somit Teilnehmer der Basketball-Amerikameisterschaft 2009. Zuletzt spielte er für sein Land bei Centrobasket 2011.

## Erfolge und Auszeichnungen
- Silbermedaille bei den Zentralamerikanischen Meisterschaften 2006, 2008